# Jeremy Wilbers
Jeremy Wilbers né le 6 novembre 2001, est un joueur belge de hockey sur gazon. Il évolue au Waterloo Ducks et avec l'équipe nationale belge.

## Biographie
Modèle:Il fait ses études au collège cardinale mercier en prenant son temps compte tenu de sa vie sportive, pareil lorsqu'il commence ses études de sciences économiques à la Solvay Business Scholl

## Carrière
- Équipe nationale U21 depuis 2021
- Il a fait partie de l'équipe première dans le cadre de la Ligue professionnelle 2021-2022 en mai 2022 en ne jouant pas encore le moindre match[2].

## Palmarès
- : 2e à la Ligue professionnelle 2021-2022.